# The Babys (album)
The Babys is qua uitgifte het debuutalbum van de muziekgroep met dezelfde naam. In 1986 volgde een uitgave van The official unofficial Babys album, met muziek van voor The Babys. The Babys konden met dit album nog geen potten breken, het bevat rechttoe rechtaan rockmuziek. De stem van John Waite is wel opvallend. Het album haalde noch de Engelse, noch de Nederlandse albumlijst, alhoewel OOR's Pop-encyclopedie (versie 1979; versie 1993 besteedde geen aandacht meer aan The Babys) het een veelbelovend debuutalbum vond. Zij meldde ook dat If you've got the time een klein hitje werd in de Verenigde Staten.

## Musici
- John Waite: basgitaar en zang
- Wally Stocker: gitaar
- Michael Corby: slaggitaar en toetsinstrumenten
- Tony Brock: slagwerk en zang in Over and over

## Muziek
| Nr. | Titel                                             | Duur |
| --- | ------------------------------------------------- | ---- |
| 1.  | Looking for love (Waite, Stocker, Corby, Brock)   | 4:43 |
| 2.  | If you've got the time (Waite)                    | 2:38 |
| 3.  | I believe in love (Waite, Stocker, Corby, Brock)  | 4:17 |
| 4.  | Wild man (Waite, Stocker, Corby, Brock)           | 3:29 |
| 5.  | Laura (Waite, Stocker, Corby, Brock)              | 5:02 |
| 6.  | I love how you love me (Barry Mann, Larry Kolber) | 2:21 |
| 7.  | Rodeo (Waite)                                     | 2:58 |
| 8.  | Over and over (Waite, Stocker, Corby, Brock)      | 4:47 |
| 9.  | Read my stars (Waite, Stocker, Corby, Brock)      | 2:43 |
| 10. | Dying man (Waite, Stocker, Corby, Brock)          | 6:30 |